# Góra Sokola
Góra Sokola (317 m) – wzgórze na Garbie Tenczyńskim w obrębie Wyżyny Krakowsko-Częstochowskiej. Wznosi się pomiędzy miejscowościami Kamień i Rusocice w województwie małopolskim, w powiecie krakowskim, w gminie Czernichów.
Góra Sokola zbudowana jest ze skał wapiennych i jest całkowicie porośnięta lasem. Stoki południowo-zachodnie stromo obrywają się do miejscowości Rusocice. Wznoszą się w nich dwie wapienne skały: Mlecz i Czubatka, na której zamontowano krzyż. Obydwie skały są obiektem wspinaczki skalnej.
Przez Górę Sokolą prowadzi niebieski szlak turystyki pieszej. 